# Kościół Wszystkich Świętych w Słupi
Kościół pw. Wszystkich Świętych w Słupi – katolicki kościół parafialny znajdujący się w Słupi w powiecie poznańskim.

## Historia i architektura
Kościół pod wezwaniem Wszystkich Świętych istniał w Słupi przynajmniej w roku 1298. Do 1463 roku pod parafię w Słupi podlegały Tomice, w których zachował się kościół z tamtego okresu. Pomiędzy 1700 a 1730 na miejscu starego kościoła wybudowano nowy, drewniany. Murowany kościół pochodzi z 1849 roku.
W kościele znajdują się obrazy z II połowy XVII wieku i chrzcielnica z II połowy XVIII wieku, a przed samą świątynią znajduje się pomnik żołnierzy walczących w wojnach światowych.

## Proboszczowie
| Lp. | Proboszcz                  | Lata         |
| --- | -------------------------- | ------------ |
| 1   | Piotr Targoszyński         | 1753 – 1783  |
| 2   | Maciej Kazimierz Krajewski | 1783 – 1809  |
| 3   | Tomasz Nawrocki            | 1809 – 1811  |
| 4   | Bonawentura Kulczewicz     | 1811 – 1841  |
| 5   | Hipolit Lafleur            | 1846 – 1851  |
| 6   | Piotr Pawiński             | 1851 – 1860  |
| 7   | Józef Dynkowski            | 1860 – 1884  |
| 8   | Stanisław Krakowski        | 1884 – 1888  |
| 9   | Adolf Michał Greinert      | 1888 – 1889  |
| 10  | Wojciech Stanisław Andersz | 1889 – 1897  |
| 11  | Stefan Ludwik Jankiewicz   | 1898 – 1921  |
| 12  | Julian Wolniewicz          | 1921 – 1941  |
| 13  | Bolesław Wyszyński         | III – X 1941 |
| 14  | Witold Żuchowski           | 1945 – 1947  |
| 15  | Józef Klebba               | 1947 – 1955  |
| 16  | Emil Szumigała             | 1955 – 1980  |
| 17  | Alfred Wittke              | 1980 – 1988  |
| 18  | Czesław Zaradniak          | 1988 – 2007  |
| 19  | Krzysztof Lewandowski      | 2007 – 2016  |
| 20  | Mirosław Skórnicki         | od 2016      |